# Michael Joubert
Michael Joubert, född 11 maj 1970, är en australisk friidrottare. Han deltog vid olympiska sommarspelen 1996.